# Tamar Braxton
Tamar Estine Herbert (nascuda com a Braxton; Severn, Maryland, 17 de març de 1977), coneguda professionalment com a Tamar Braxton, és una cantant, personalitat i actriu de televisió estatunidenca. Braxton va tenir el seu primer gran èxit musical el 1990 com a membre fundadora del grup nord-americà de R&B The Braxtons, format amb les seves germanes. The Braxtons va llançar el seu àlbum de debut, So Many Ways, com a trio el 1996. El 2000, Braxton va començar la seva carrera en solitari, després de signar amb DreamWorks Records. Va llançar el seu primer àlbum aquest mateix any. L'àlbum no va tenir èxit comercial, cosa que va portar a Braxton a abandonar la discogràfica l'any 2000.
El 2011, Braxton es va reunir amb les seves germanes per al programa de WE tv Braxton Family Values. Braxton va tornar a la indústria musical després d'un descans de tretze anys, amb el seu segon àlbum, Love and War (2013). L'àlbum va ser publicat a través d'Epic Records i es va convertir en un èxit comercial.
Braxton va ser presentadora del programa The Real de Fox Broadcasting Company entre 2013 i 2016, juntament amb Tamera Mowry, Adrienne Bailon, Jeannie Mai i Loni Love.
El 2016 es va anunciar un acord de desenvolupament de televisió exclusiu signat amb Steve Harvey propietat d'East 112th Street Productions, per al seu propi programa i sèries de televisió.

## Guardons
Nominacions
- 2014: Grammy al millor àlbum d'urbà contemporani